# Allvar Gullstrand
Allvar Gullstrand (ur. 5 czerwca 1862 w Landskronie, zm. 28 lipca 1930 w Sztokholmie) – szwedzki okulista, laureat Nagrody Nobla 1911.

## Życiorys
Syn lekarza z Landskrony w Szwecji, kształcił się na uniwersytetach w Uppsali, Wiedniu i Sztokholmie, gdzie uzyskał doktorat w 1890 roku. Po krótkiej pracy w Instytucie Karolinska w Sztokholmie Gullstrand przeniósł się na Uniwersytet w Uppsali, gdzie pełnił funkcję profesora okulistyki od 1894 do przejścia na emeryturę w 1927 roku. Zorganizował też klinikę okulistyczną.
Skonstruował wiele przyrządów okulistycznych, m.in. lampę szczelinową (1911) oraz oftalmoskop elektryczny bezodblaskowy (1912).
Badał problem rozpoznania i korygowania astygmatyzmu. Za całokształt prac nad dioptryką oka został wyróżniony Nagrodą Nobla w dziedzinie fizjologii lub medycyny w 1911.

## Wybrane publikacje
- Przyczynek do teorii astygmatyzmu (1890)
- Ogólna teoria monochromatyczna aberracji (1900)